# Lee Miller
Elizabeth "Lee" Miller, född 23 april 1907 i Poughkeepsie i New York, död 21 juli 1977 i Chiddingly i East Sussex, var en amerikansk fotograf, som bland annat blev känd för sina fotografier tagna under andra världskriget. Miller inledde sin karriär som fotomodell, men övergick med tiden till att själv fotografera. Utmärkande för hennes bilder är bildkompositionen, humor och en surrealistisk underton.

## Karriär
Mellan 1926 och 1929 var Miller en framgångsrik fotomodell. Hon flyttade därefter till Paris, där hon var assistent till Man Ray, med vilken hon hade ett förhållande, fram till dess att hon flyttade till New York 1932. Mellan 1934 och 1937 bodde hon med sin andra make i Egypten, och började efter utbrottet av andra världskriget som fotograf för Vogue och att fotografera blitzen. År 1942 blev hon amerikansk krigskorrespondent i Frankrike och Tyskland. Hon tog bland annat bilder från koncentrationslägren Buchenwald och Dachau.
Hon gifte sig med konstnären Roland Penrose 1947 och arbetade därefter inte lika mycket som fotograf.